# Chemilli
Chemilli település Franciaországban, Orne megyében. Lakosainak száma 173 fő (2022. január 1.). Chemilli Saint-Fulgent-des-Ormes, Origny-le-Roux, Suré, Vaunoise és Belforêt-en-Perche községekkel határos.

## Népesség
A település népességének változása:
| Lakosok száma | 204  | 197  | 199  | 200  | 193  | 186  | 179  | 176  | 173  |
|               | 2013 | 2015 | 2016 | 2017 | 2018 | 2019 | 2020 | 2021 | 2022 |